# Deinopa nephele
Deinopa nephele là một loài bướm đêm trong họ Erebidae.